# Youkouka
Youkouka är en ort i Burkina Faso.   Den ligger i regionen Centre-Est, i den sydöstra delen av landet, 180 km sydost om huvudstaden Ouagadougou. Youkouka ligger 265 meter över havet och antalet invånare är 374.
Terrängen runt Youkouka är platt åt nordväst, men åt sydost är den kuperad. Runt Youkouka är det ganska tätbefolkat, med 86 invånare per kvadratkilometer.. Närmaste större samhälle är Youngou, 11,7 km nordväst om Youkouka.
Omgivningarna runt Youkouka är en mosaik av jordbruksmark och naturlig växtlighet.